# Alphabet phonotypique
L’alphabet phonotypique, aussi appelé phonotype ou alphabet phonotypique anglais, est une transcription phonétique développée par Isaac Pitman et Alexander John Ellis dans le but de simplifier l’orthographe de l’anglais. Cinq versions différentes ont été publiées de 1844 à 1852, dont la version de 1847, définitive pour Ellis, et la version de 1852, mieux adaptée pour les langues européennes pour Pitman.

## Histoire

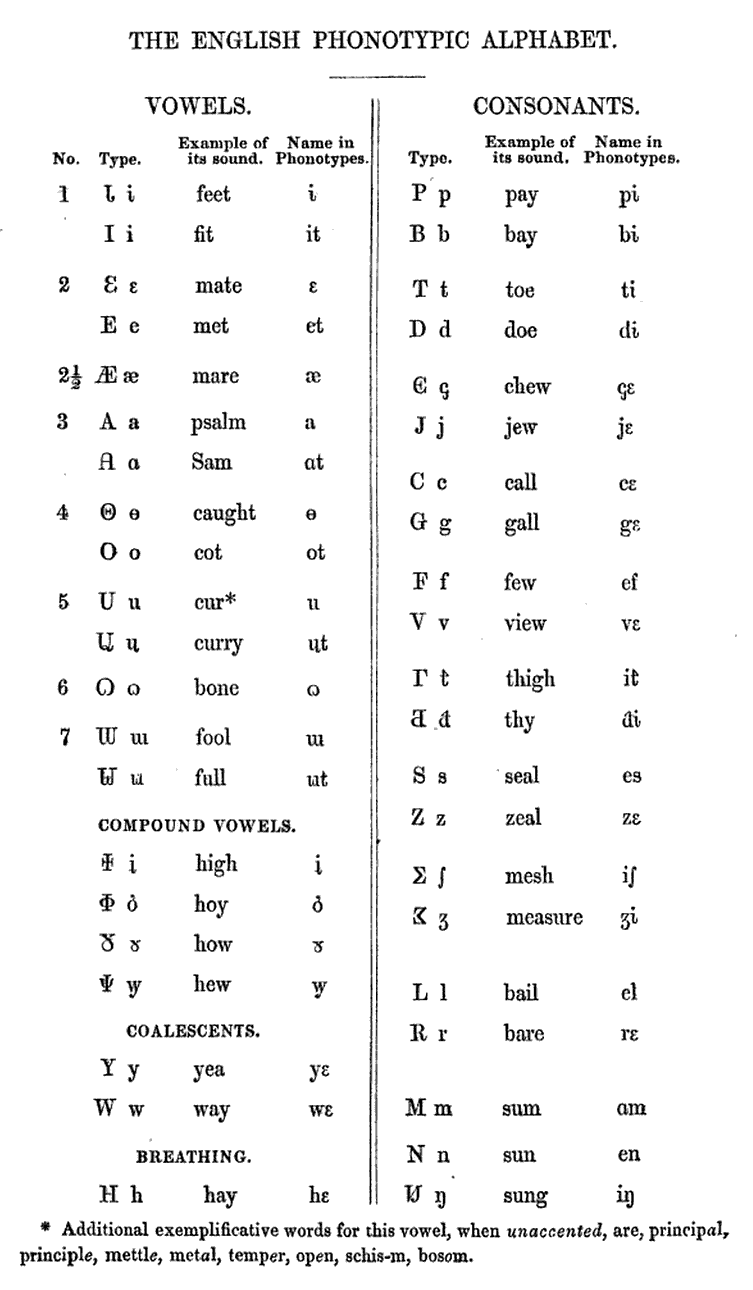
Table des lettres de l’Alphabet phonotypique pour l’anglais de 1845.
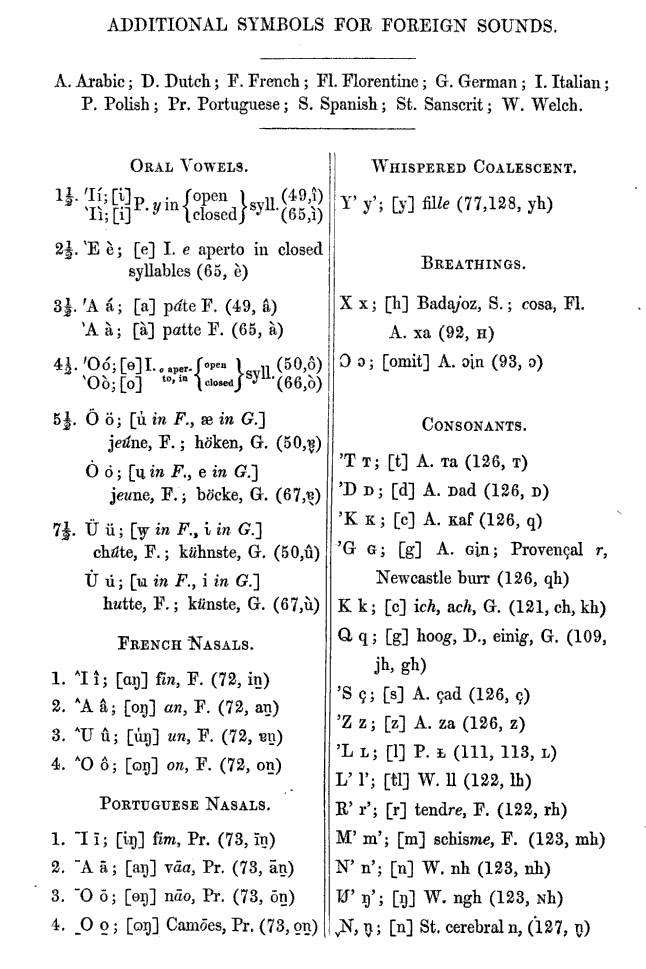
Table des lettres additionnelles pour les autres langues de 1845.
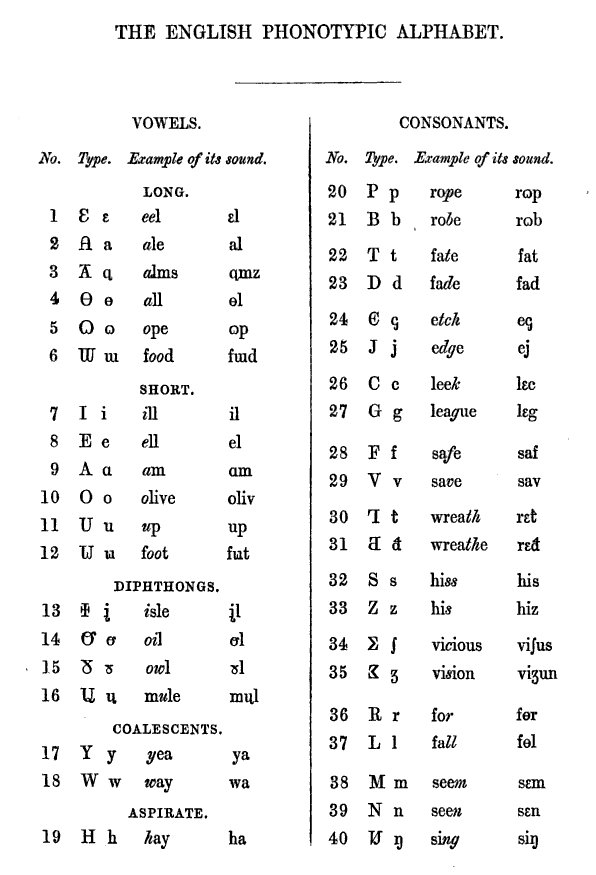
Table des lettres de l’Alphabet phonotypique pour l’anglais de 1847.
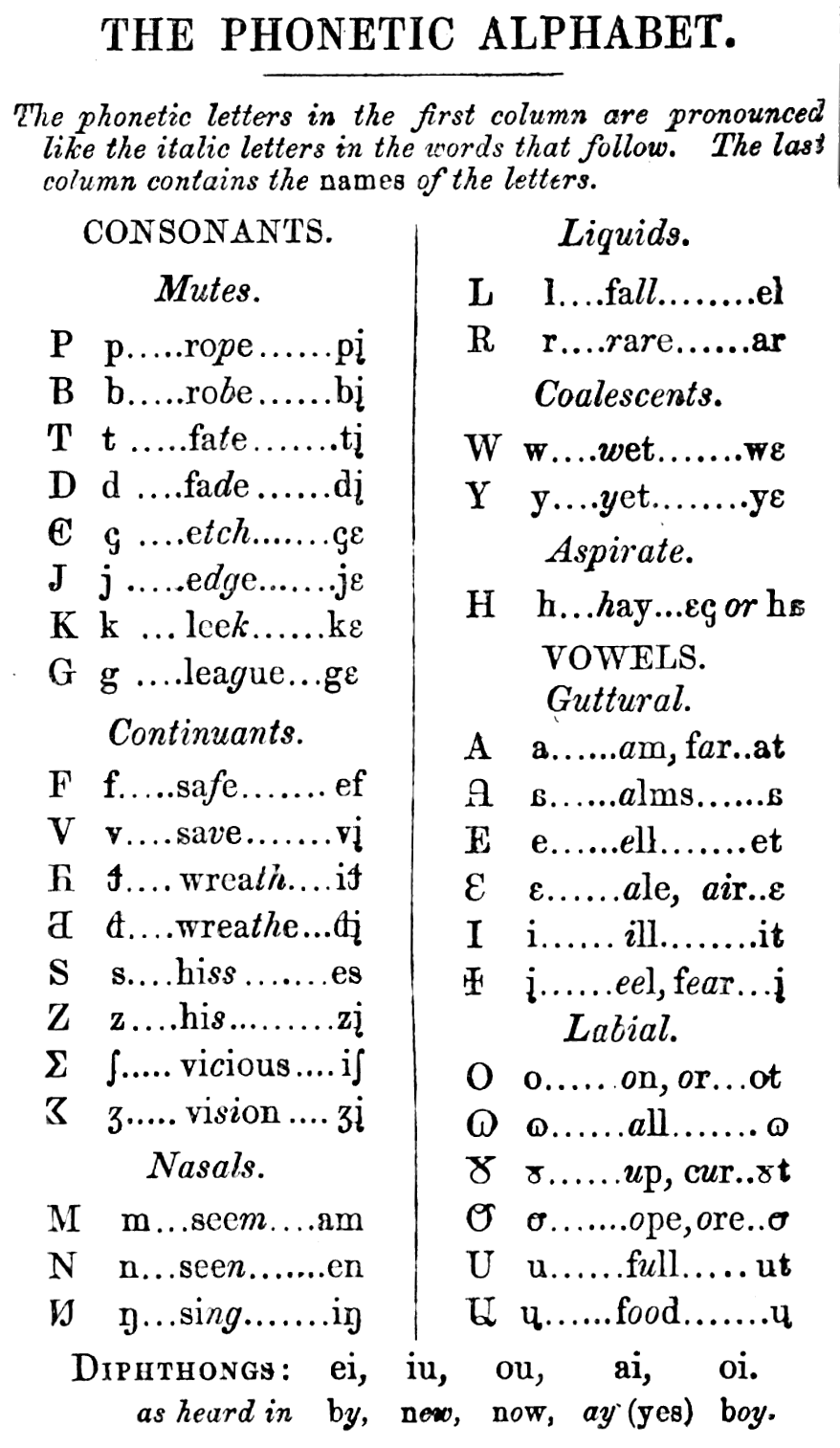
Table des lettres de l’Alphabet phonotypique de 1888.

Une version complète (no 17) est initialement publiée pour la langue anglaise par Pitman en juin 1845, et est étendue en juillet 1845 pour transcrire l’allemand, l’arabe, l’espagnol, le florentin, le français, le gallois, l’italien, le néerlandais, le polonais, le portugais et le sanscrit. Cette version est utilisée durant 6 mois et est révisée plusieurs fois avant la version plus définitive de 1847, après que Pitman et Ellis se soient engagés à ne plus le modifier. Cependant, l’alphabet est révisé plusieurs fois par Pitman, dont notamment en 1856 et 1868, avec au moins 72 différentes versions.

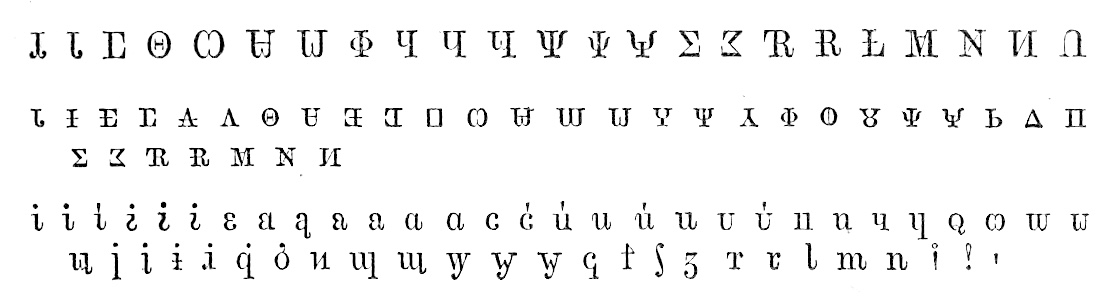
Lettres ou formes de lettres rejetées avant 1848.

Ellis publie en 1848 The Ethnical Alphabet avec des lettres additionnelles, basées sur l’extension de juillet 1845, pour l’écriture d’autres langues.  En 1858, Charles Bagot Cayley publie lui aussi une extension pour la transcription phonétique d’autres langues, le General Phonetic Alphabet, dans la revue The Phonetic Journal éditée par Isaac Pitman.
L’imprimerie Firmin-Didot a publié quelques livres utilisant l’alphabet phonotypique, notamment un manuel de prononciation anglaise en 1846 et un dictionnaire anglais-français en 1856.
Des cours de lecture phonotypique, pour faciliter l’apprentissage de la lecture, furent organisés à travers le Royaume-Uni, non seulement dans des écoles mais aussi dans des prisons.
En 1845, l’alphabet phonotypique est amené à Boston par Stephen Pearl Andrews après avoir rencontré Pitman à Londres en 1843. Une des plus importantes expériences de son usage eut lieu dans 10 écoles de Waltham dans le Massachusetts entre 1852 et 1860 : les élèves purent lire couramment après six à huit mois avant de faire la transition à l’orthographe traditionnelle le reste de l’année.
|                  | 1845 (no 17) | 1847 | 1852 (janv.) | 1852 (juil.) | 1853 (janv.) | 1853 (juin) | 1855 | 1856 | 1858 | 1859 | 1860   | 1861   | 1863   | 1865 (avr.) | 1865 (sept.) | 1868 | 1871 | 1881 |
| ---------------- | ------------ | ---- | ------------ | ------------ | ------------ | ----------- | ---- | ---- | ---- | ---- | ------ | ------ | ------ | ----------- | ------------ | ---- | ---- | ---- |
| eel, eat         |              | Ɛ ɛ  |              |              |              |             |      |      |      |      |        |        |        |             |              |      |      |      |
| ale, age         | Ɛ ɛ          | a    | Ɛ ɛ          | Ɛ ɛ          | Ɛ ɛ          | Ɛ ɛ         | Ɛ ɛ  | Ɛ ɛ  | Ɛ ɛ  | Ɛ ɛ  | Ɛ ɛ    | Ɛ ɛ    | Ɛ ɛ    | Ɛ ɛ         | Ɛ ɛ          | Ɛ ɛ  | Ɛ ɛ  | Ɛ ɛ  |
| mare             | Æ æ          |      |              |              |              |             |      |      |      |      |        |        |        |             |              |      |      |      |
| alms             | A a          |      |              |              |              |             |      |      |      |      |        |        |        |             |              |      |      |      |
| all, nought      | Θ ɵ          | Ɵ ɵ  | Ɵ ɵ          | ɷ            | ɷ            | ɷ           | ɷ    | ɷ    | ɷ    | ɷ    | ɷ      | ɷ      | ɷ      | ɷ           | ɷ            | ɷ    | ɷ    | ɷ    |
| ope              | ɷ            | ɷ    | ɷ            |              |              |             |      |      |      |      |        |        |        |             |              |      |      |      |
| food             | ɯ            | ɯ    |              | ɯ            | ɯ            | ɯ           | ɯ    | ɯ    | ɯ    |      | ɯ      | ɯ      | ɯ      | ɯ           | ɯ            | ɯ    | ɯ    |      |
| ill, it          | I i          | I i  | I i          | I i          | I i          | I i         | I i  | I i  | I i  | I i  | I i    | I i    | I i    | I i         | I i          | I i  | I i  | I i  |
| ell, edge        | E e          | E e  | E e          | E e          | E e          | E e         | E e  | E e  | E e  | E e  | E e    | E e    | E e    | E e         | E e          | E e  | E e  | E e  |
| am               | ɑ            | A ɑ  | A a          | A a          | A a          | A a         | A a  | A a  | A a  | A a  | A a    | A a    | A a    | A a         | A a          | A a  | A a  | A a  |
| olive, not       | O o          | O o  | O o          | O o          | O o          | O o         | O o  | O o  | O o  | O o  | O o    | O o    | O o    | O o         | O o          | O o  | O o  | O o  |
| up, cut          | U u          | U u  | U u          |              |              |             | U u  |      |      |      |        |        |        |             | ɒ            |      |      |      |
| foot, full       |              |      |              | U u          | U u          | U u         |      | U u  | U u  | U u  | U u    | U u    | U u    | U u         | U u          | U u  | U u  | U u  |
| isle             | į            |      |              | ei           |              | ei          | ei   | ei   | ei   | ei   | ei     | ei     | ei     |             |              |      |      | ei   |
| aye              |              |      |              | ai           |              | ai          | ai   | ai   | ai   | ai   | i      | i      | i      | i           |              |      |      | ai   |
| oil              | Φ o᷎          |      |              | oi           | Oi oi        | oi          | oi   | oi   | oi   | oi   | ɷi     | ɷi     | ɷi     | ɷi          | ɷi           |      | oi   | oi   |
| owl, house       |              |      |              | ou           |              | ou          | o    | ou   | ou   | ou   | ou     | ou     | ou     | ou          |              |      | ou   | ou   |
| mule, new        | Ψ ꝡ          |      | ɯ            | iu           |              |             | iɯ   | iɯ   | iu   | i    | iɯ, yɯ | iɯ, yɯ | iɯ, yɯ |             | Ч            |      |      | iu   |
| leek             | C c          | C c  | C c          | K k          | C c          | K k         | C c  | K k  | K k  | K k  | K k    | K k    | K k    | K k         | K k          | K k  | K k  | K k  |
| cheer            | ꞔ            | ꞔ    | ꞔ            | ꞔ            | ꞔ            | ꞔ           | tꞔ   | tc   | tc   | tc   | tc     | tꞔ     | tꞔ     | ƫ           | ꞔ            | ꞔ    | ꞔ    | ꞔ    |
| thin             | Γ            | Ꞁ    | Θ            | ϴ θ          | θ            |             |      |      |      |      |        |        |        |             |              |      |      |      |
| thine            | Ƌ            | Ƌ    | Ƌ            |              | Ƌ            | Ƌ           | Ƌ    | Ƌ    | Ƌ    | Ƌ    | Ƌ      | Ƌ      | Ƌ      | Ƌ           | Ƌ            | Ƌ    | Ƌ    | Ƌ    |
| she              | Ʃ ʃ          | Ʃ ʃ  | Ʃ ʃ          | Ʃ ʃ          | Ʃ ʃ          | Ʃ ʃ         | ꞔ    | C c  | C c  | C c  | C c    | ꞔ      | ꞔ      | ꞔ           | Ʃ ʃ          | Ʃ ʃ  | Ʃ ʃ  | Ʃ ʃ  |
| vision           | ʒ            | ʒ    | ʒ            | ʒ            | ʒ            | ʒ           | J j  | J j  | J j  | J j  | J j    | J j    | J j    | ʒ           | ʒ            | ʒ    | ʒ    | ʒ    |
| sing             | ŋ            | ŋ    | ŋ            | ŋ            | ŋ            | ŋ           | ŋ    | ŋ    | ŋ    | ŋ    | ŋ      | ŋ      | ŋ      | ŋ           | ŋ            | ŋ    | ŋ    | ŋ    |
| jeûne (français) |              |      |              |              |              |             |      |      |      |      |        | ᴕ      |        |             | Œ œ          | Œ œ  | Œ œ  | Œ œ  |
| du (français)    |              |      |              |              |              |             |      |      |      |      |        |        |        |             |              |      |      |      |
| dû (français)    |              |      |              |              |              |             |      |      |      |      |        |        |        |             |              |      |      |      |
| an (français)    |              |      |              |              |              |             |      |      |      |      |        | ƞ      | ƞ      |             | И ƞ          | И ƞ  | И ƞ  | И ƞ  |
| ich (allemand)   |              |      |              |              |              |             |      |      |      |      |        | x      | x      |             | X x          | X x  | X x  | X x  |
| Sieg (allemand)  |              |      |              |              |              |             |      |      |      |      |        | ɥ      | ɥ      |             | Ψ ɥ          | Ψ ɥ  | Ψ ɥ  | Ψ ɥ  |

## Variantes et alphabets dérivés

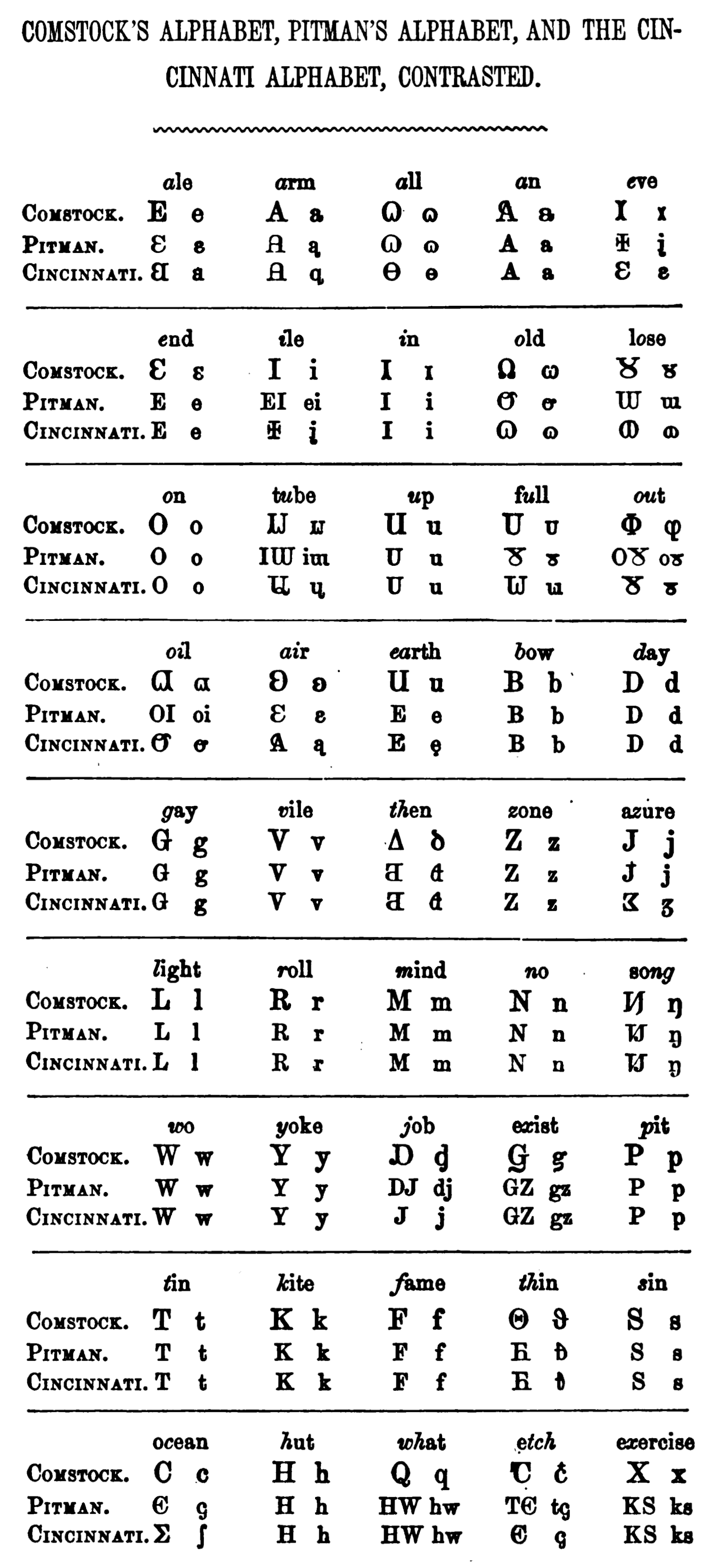
Comparaison des alphabets de Comstock, d’Isaac Pitman et de Cincinnati en 1855.
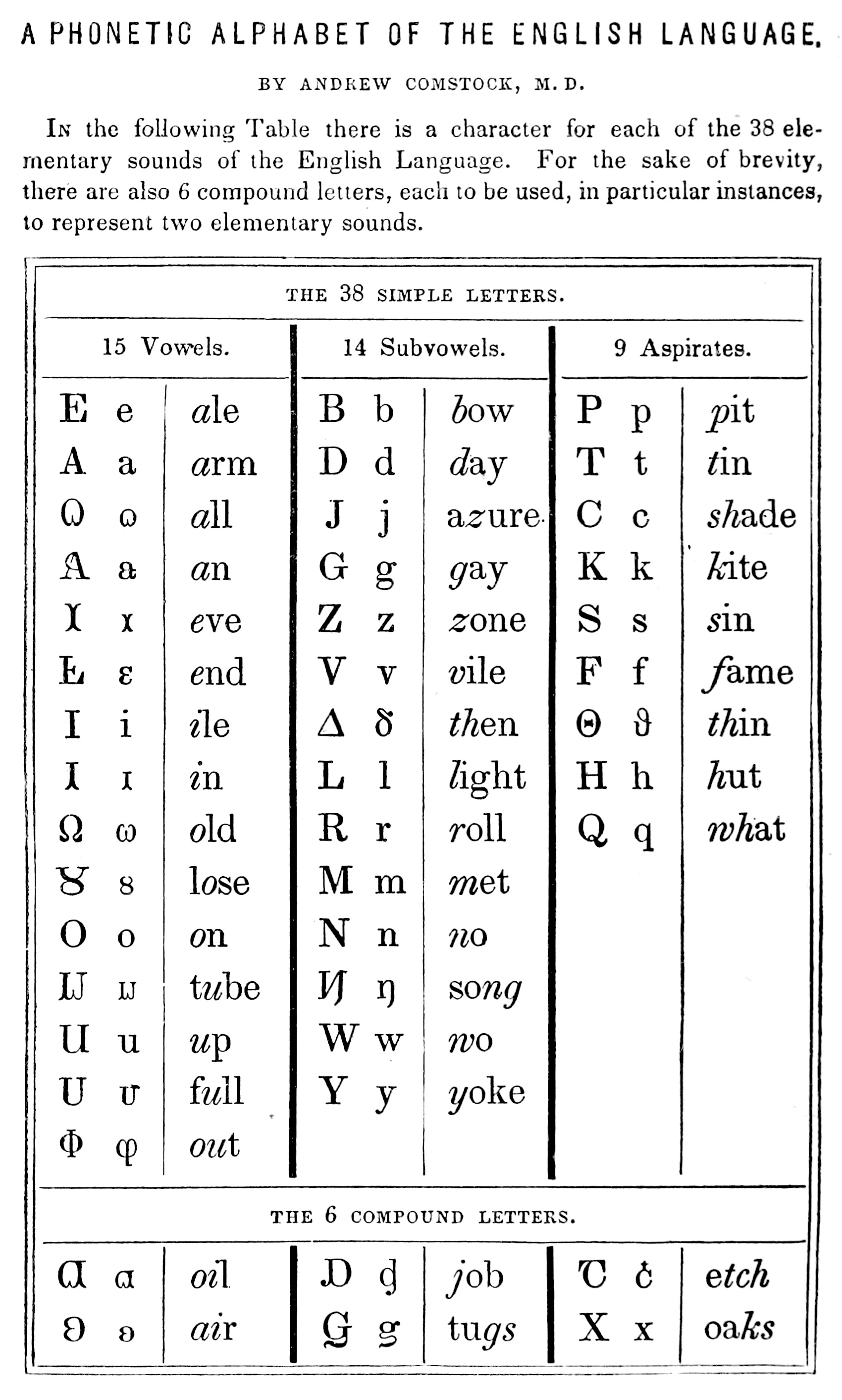
Alphabet phonétique de Comstock en 1847.

En 1846, Andrew Comstock produit une variante de l’alphabet phonétique publiée dans A Treatise on phonology, à laquelle il ajoute quelques symboles par la suite dont certains déjà utilisés par Pitman auparavant.

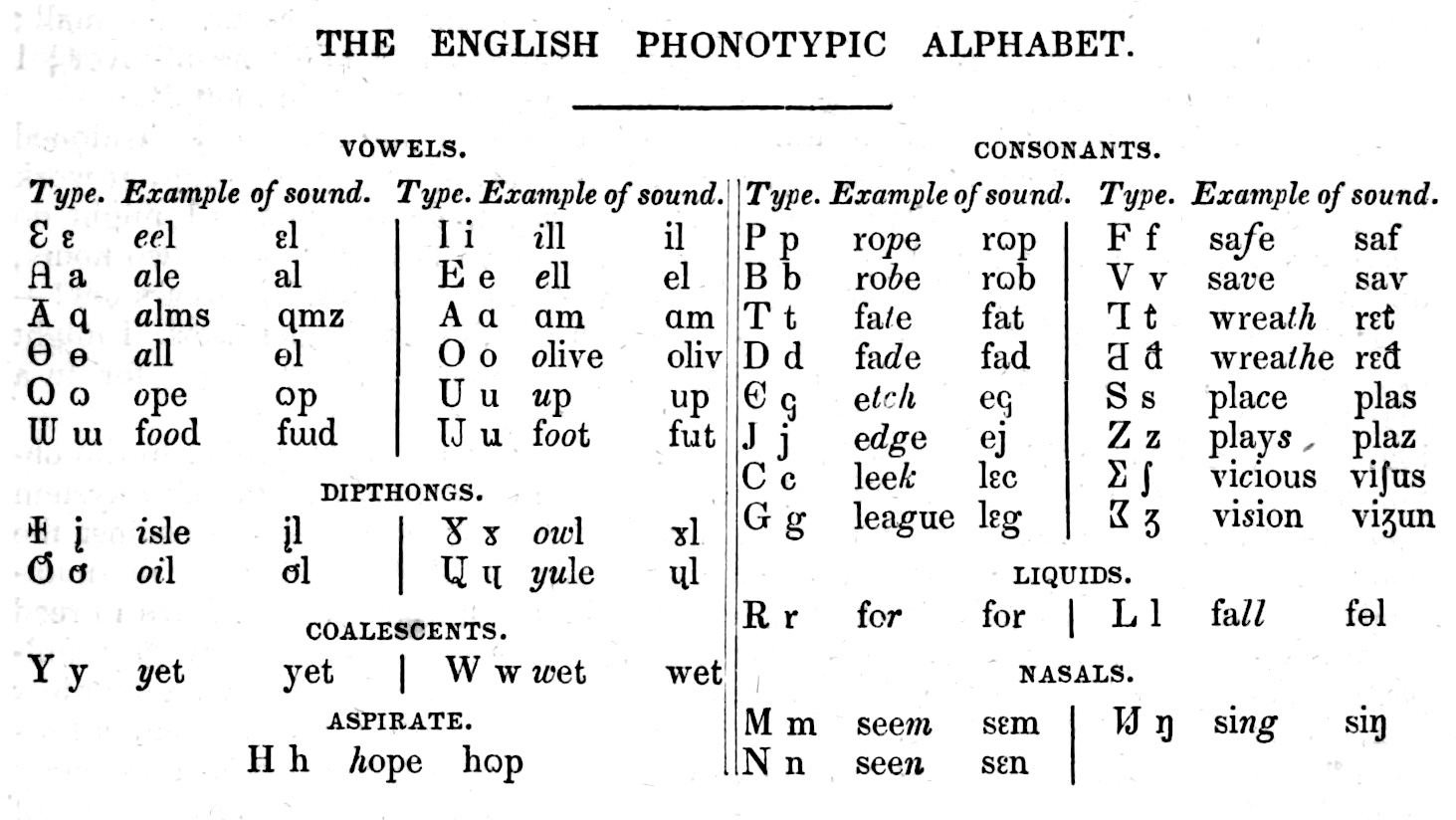
Alphabet phonotypique dans le Phonetic Magazine publié à Cincinnati en 1848, suivant l’alphabet de Pitman.

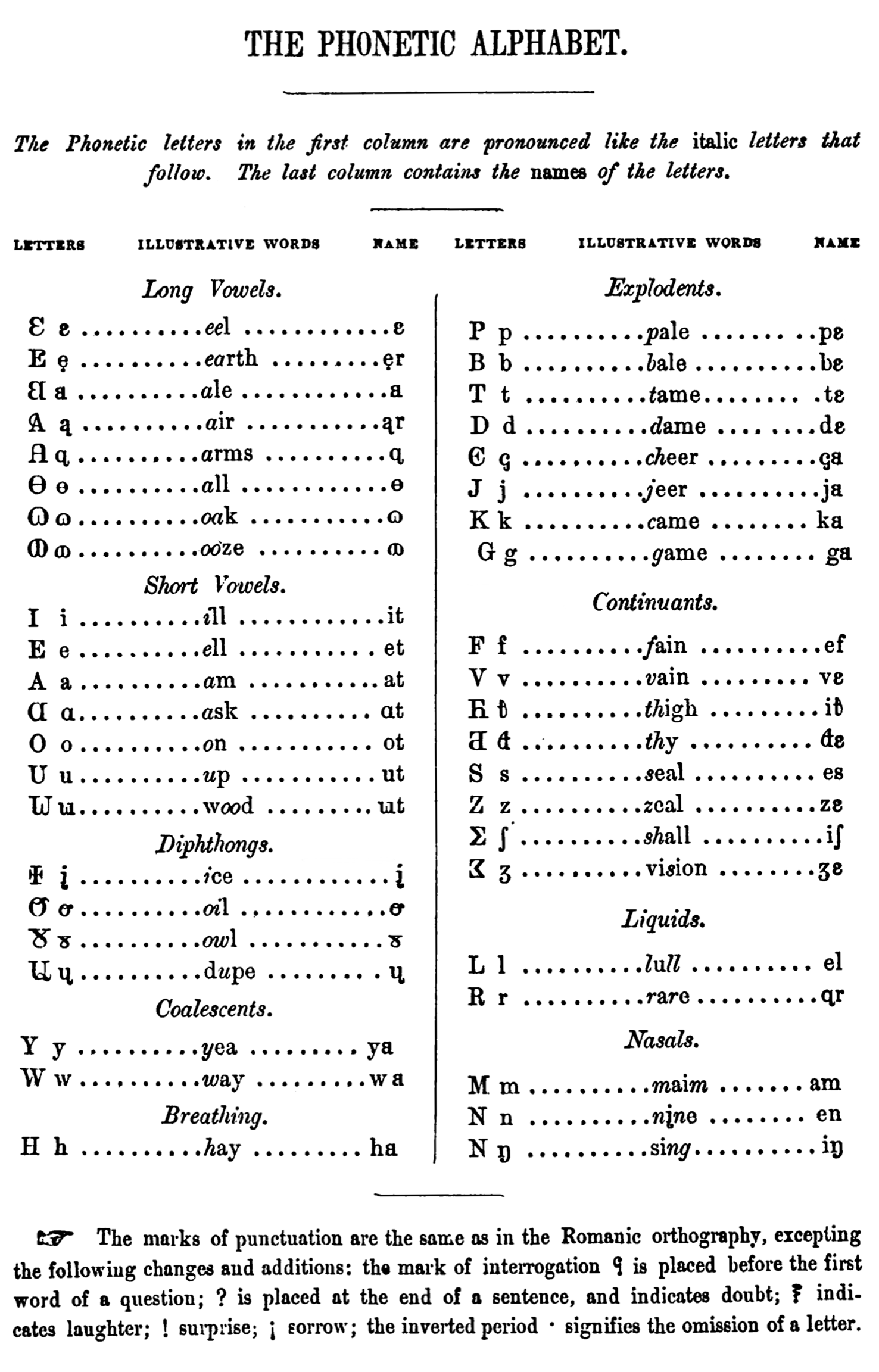
Table des lettres de l’Alphabet phonétique de l’American Phonetic Journal publié à Cincinnati en 1855.
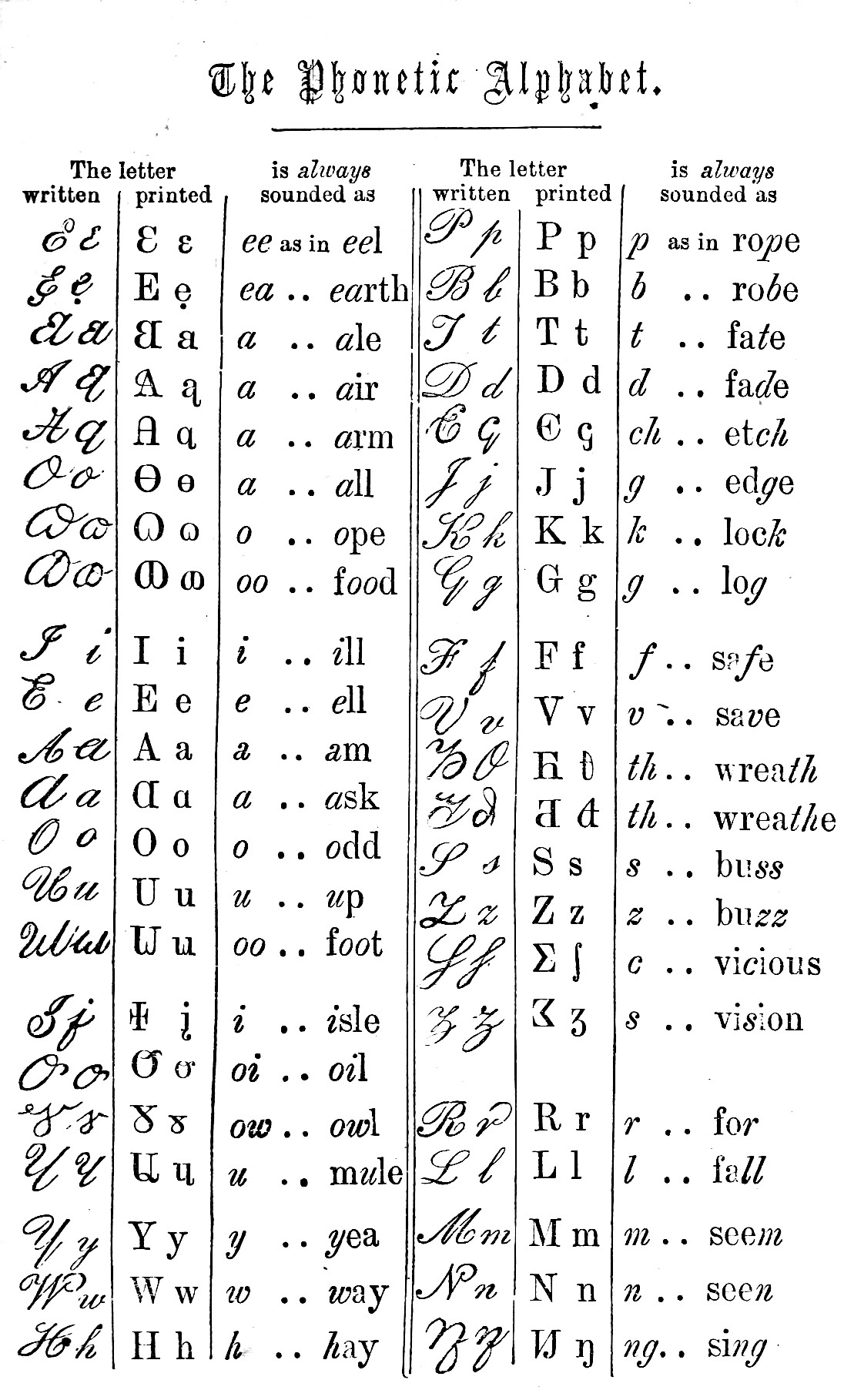
Alphabet phonétique utilisé par Elias Longley en 1865.

En 1855, une version modifiée est publiée par Randall P. Prosser à Cincinnati aux États-Unis,. Cette version sera notamment utilisée par Benjamin Pitman (en) aux États-Unis depuis 1853 à la requête de son frère pour y développer la sténographie Pitman.
En 1853, la British and Foreign Bible Society (SBBE) publie l’Évangile selon Matthieu en micmac utilisant l’alphabet phonotypique, suivi de l’Évangile selon Jean en 1854. De 1856 à 1863, plusieurs autres traductions micmacs de livres de la Bible seront imprimées à Bath par Pitman pour la SBBE.
La Sociéte de la mission micmac a aussi publié en malécite avec l’alphabet phonotypique en 1863.

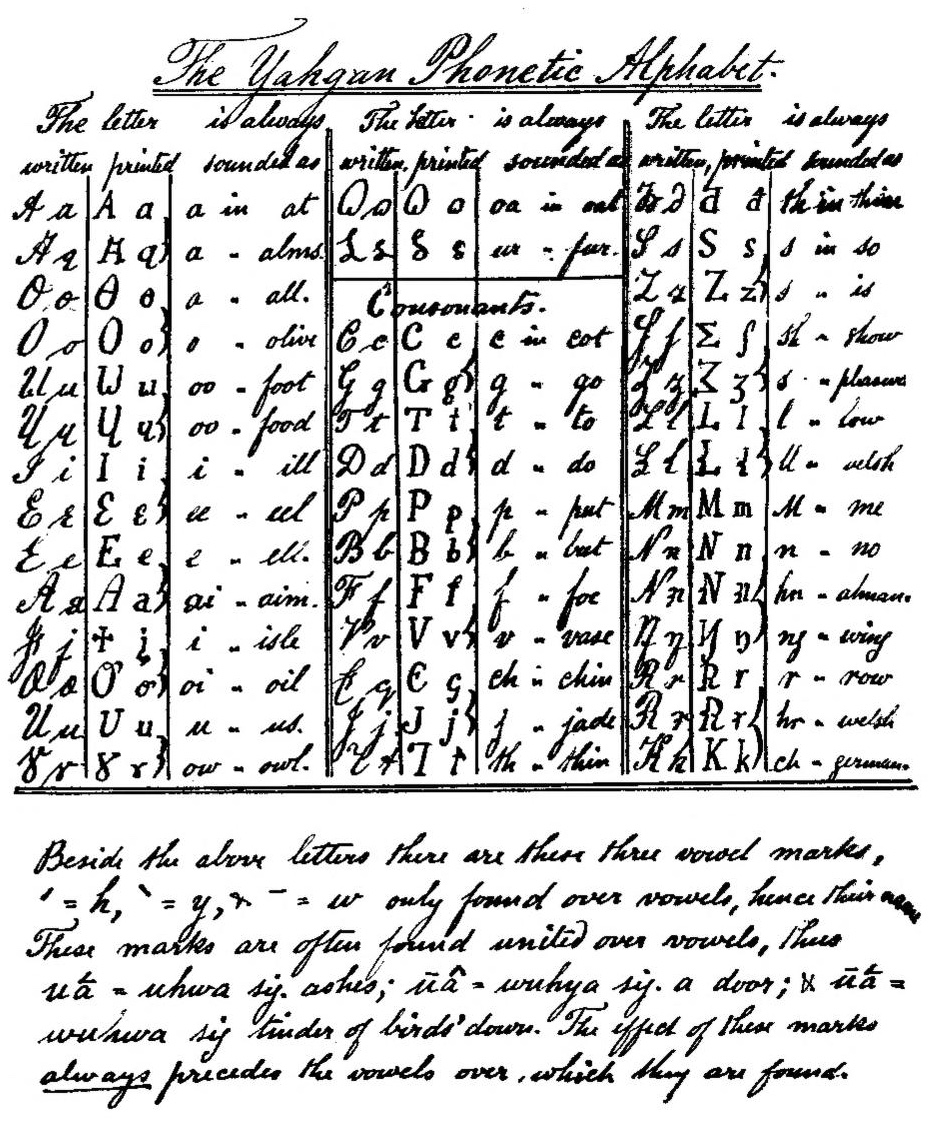
Alphabet phonétique yagan de Thomas Bridges.

En 1865, Thomas Bridges compile un dictionnaire yagan, et publie plusieurs traductions de livres de la Bible entre 1883 et 1886 utilisant l’alphabet phonotypique.
De 1867 à 1873 ou 1874, la Mende Mission à Lawana publie quelques ouvrages en mendé utilisant l’alphabet phonotypique.
En 1876, lors d’une convention pour la modification de l’orthographe anglaise tenue à Philadelphie, la Spelling Reform Association crée un nouvel alphabet phonétique pour l’anglais, inspiré des alphabets d’Alexander John Ellis et Isaac Pitman, de W. W. Skeat, de E. Jones en Angleterre, et d’Eliza Boardman Burnz (en), de D. P. Lindsley et J. W. Shearer aux États-Unis,.
Joshua Knowles utilise plusieurs lettres de l’alphabet phonotypique dans son alphabet pour les langues indiennes.

### Ouvrages malécites
- The Ten commandments, the Lord’s Prayer, etc. in the Maliseet language, Halifax, Nova Scotia, Micmac Missionary Society, 1863 (archive.org, HathiTrust, Canadiana)

### Ouvrages mendés
- Ŋgɛwɷ layɨɛ na Matiu nyegini [The Gospel according to Matthew in the Mende language], Lawana, Mendɛ Misoni, 1867
- Ŋgɛwɷ layɨɛ na Lɯki nyegini. A Ŋgɛwɷ gɷloi ḥugbo Jisso Kraisi, Lawana, Mendɛ Misoni, 1871 (lire en ligne)
- First Book for Mendɛ Children, Lawana, Mendɛ Misoni, 1871
- Fɛlɛ gɷloi mendɛ lopoa va [Second Book for Mendɛ Children], Lawana, Mendɛ Misoni, 1872 (lire en ligne)
- Third Book for Mendɛ Children, Lawana, Mendɛ Misoni, 1873
- Mende-English vocabulary, Mende Mission, 1874 (Archive.org)
- The principles of the Mende grammar, with Specimens of the Language, Mende Mission, 1874 (Archive.org)

### Ouvrages micmacs
- An ɨster him, 185?-186? (lire en ligne)
- British and Foreign Bible Society, The Gospel According to Saint Matthew, in the Micmac Language, Charlottetown (Île-du-Prince-Édouard), G. T. Haszard, 1853 (lire en ligne)
- British and Foreign Bible Society, The Gospel of St. John, Halifax, W. Cunnabell, 1854 (lire en ligne)
- British and Foreign Bible Society, A Gospel According to St. Luke in Micmac, Bath, Isaac Pitman, 1856 (lire en ligne)
- British and Foreign Bible Society, The Book of Genesis in Micmac, Bath, Isaac Pitman, 1857 (TPL, Canadiana)
- British and Foreign Bible Society, The Book of Psalms in Micmac, Bath, Isaac Pitman, 1859 (TPL, Canadiana)
- British and Foreign Bible Society, Tan teladakadidjik apostaleɛwidjik — The Book of the Apostles, Bath, Isaac Pitman, 1863 (TPL, WLB, Canadiana)
- (en) « Ƌe Beibel in Mikmak [The Bible in Micmac] », The Phonetic Journal, vol. 17,‎ 1er mai 1858, p. 156-158 (lire en ligne)

### Ouvrages yagans
- Thomas Bridges et John Williams, Yahgan Dictionary : Language of the Yamana people of Tierra del Fuego : Manuscript of Rev. Thomas Bridges (later annotations by Rev. John Williams), dated 1865, 1865 (lire en ligne)
- Thomas Bridges, Gospl Lɥc Ecamanāci = The Gospel of S. Luke, translated into the Yahgan Language, Londres, British and Foreign Bible Society, 1881 (lire en ligne)
- Thomas Bridges, Aposlʻndɨan Ūʒtāgɥ = The Acts of the Apostles, translated into the Yahgan Language, Londres, British and Foreign Bible Society, 1883 (lire en ligne)
- Thomas Bridges, Gospel Jon Ɛcamanāci = The Gospel of S. John, translated into the Yahgan Language, Londres, British and Foreign Bible Society, 1886 (lire en ligne)
- Thomas Bridges, Yahgan grammar in A. J. Ellis' phonetic system, begun May 22nd, 1866 and completed, 1895 (lire en ligne)

### The Phonotypic JournaletThe Phonetic Journal
- The Phonotypic Journal, vol. 2, Bath, Isaac Pitman, 1843 (Google Livres, HathiTrust)
- The Phonotypic Journal, vol. 3, Bath, Isaac Pitman, 1844 (lire en ligne)
- The Phonotypic Journal, vol. 4, Bath, Isaac Pitman, 1845 (Google Livres, HathiTrust, HathiTrust)
- The Phonotypic Journal, vol. 5, Bath, Isaac Pitman, 1846 (lire en ligne)
- The Phonotypic Journal, vol. 6, Bath, Isaac Pitman, 1847 (lire en ligne)
- The Phonetic Journal, vol. 7, Londres, Fred Pitman, 1848 (lire en ligne)
- The Phonotypic Journal, vol. 8, Bath, Isaac Pitman, 1849 (lire en ligne)
- The Phonetic Journal, vol. 9, Londres, Fred Pitman, 1850 (lire en ligne)
- The Phonetic Journal, vol. 10, Londres, Fred Pitman, 1851 (lire en ligne)
- The Phonetic Journal, vol. 11, Londres, Fred Pitman, 1852 (Google Livres, HathiTrust)
- The Phonetic Journal, vol. 12, Londres, Fred Pitman, 1853 (lire en ligne)
- The Phonetic Journal, vol. 13, Londres, Fred Pitman, 1854
- The Phonetic Journal, vol. 14, Londres, Fred Pitman, 1855 (lire en ligne)
- The Phonetic Journal, vol. 15, Londres, Fred Pitman, 1856 (lire en ligne)
- The Phonetic Journal, vol. 16, Londres, Fred Pitman, 1857
- The Phonetic Journal, vol. 17, Londres, Fred Pitman, 1858 (lire en ligne)
- The Phonetic Journal, vol. 18, Londres, Fred Pitman, 1859 (lire en ligne)
- The Phonetic Journal, vol. 19, Londres, Fred Pitman, 1860 (lire en ligne)
- The Phonetic Journal, vol. 20, Londres, Fred Pitman, 1861 (lire en ligne)
- The Phonetic Journal, vol. 21, Londres, Fred Pitman, 1862
- The Phonetic Journal, vol. 22, Londres, Fred Pitman, 1863 (lire en ligne)
- The Phonetic Journal, vol. 23, London et Bath, Fred Pitman et Isaac Pitman, 1864 (lire en ligne)
- The Phonetic Journal, vol. 24, London et Bath, Fred Pitman et Isaac Pitman, 1865 (lire en ligne)
- The Phonetic Journal, vol. 25, London et Bath, Fred Pitman et Isaac Pitman, 1866 (lire en ligne)
- The Phonetic Journal, vol. 26, Londres, Fred Pitman, 1867
- The Phonetic Journal, vol. 27, London et Bath, Fred Pitman et Isaac Pitman, 1868 (lire en ligne)
- The Phonetic Journal, vol. 28, London et Bath, Fred Pitman et Isaac Pitman, 1869 (lire en ligne)
- The Phonetic Journal, vol. 29, London et Bath, Fred Pitman et Isaac Pitman, 1870 (lire en ligne)
- The Phonetic Journal, vol. 30, Londres, Fred Pitman, 1871
- The Phonetic Journal, vol. 31, Londres, Fred Pitman, 1872
- The Phonetic Journal, vol. 32, London et Bath, Fred Pitman et Isaac Pitman, 1873 (lire en ligne) (novembre 1873 sur archive.org)
- The Phonetic Journal, vol. 33, London et Bath, Fred Pitman et Isaac Pitman, 1874 (lire en ligne)
- The Phonetic Journal, vol. 34, London et Bath, Fred Pitman et Isaac Pitman, 1875 (lire en ligne)
- The Phonetic Journal, vol. 35, London et Bath, Fred Pitman et Isaac Pitman, 1876 (lire en ligne)
- The Phonetic Journal, vol. 36, Londres, Fred Pitman, 1877
- The Phonetic Journal, vol. 37, Londres, Fred Pitman, 1878
- The Phonetic Journal, vol. 38, Londres, Fred Pitman, 1879
- The Phonetic Journal, vol. 39, Londres, Fred Pitman, 1880
- The Phonetic Journal, vol. 40, London et Bath, Fred Pitman et Isaac Pitman, 1881 (lire en ligne)
- The Phonetic Journal, vol. 41, London et Bath, Fred Pitman et Isaac Pitman, 1882 (lire en ligne)
- The Phonetic Journal, vol. 42, London et Bath, Fred Pitman et Isaac Pitman, 1883 (lire en ligne)
- The Phonetic Journal, vol. 43, London et Bath, Fred Pitman et Isaac Pitman, 1884 (lire en ligne)
- The Phonetic Journal, vol. 44, London et Bath, Fred Pitman et Isaac Pitman, 1885 (lire en ligne)
- The Phonetic Journal, vol. 45, London et Bath, Fred Pitman et Isaac Pitman, 1886 (lire en ligne)
- The Phonetic Journal, vol. 46, London et Bath, Fred Pitman et Isaac Pitman, 1887 (lire en ligne)
- The Phonetic Journal, vol. 47, London et Bath, Fred Pitman et Isaac Pitman, 1888 (lire en ligne)
- The Phonetic Journal, vol. 48, London et Bath, Fred Pitman et Isaac Pitman, 1889 (lire en ligne)

### Alphabet de Cincinnati
- (en) Phonetic Magazine, vol. 1, Cincinnati, Longley and Brother, 1848-1849 (HathiTrust, Google Livres)
- (en) Second Phonetic Reader, Cincinnati, Longley and Brothers, Phonetic Publishers, 1851 (HathiTrust, HathiTrust)
- (en) « [Objection to phonetic spelling on the score of etimology] », The Ohio Journal of Education, vol. 5,‎ septembre 1856, p. 275 (lire en ligne)
- (en) « [The introduction of phonetic spelling] », The Ohio Journal of Education, vol. 6,‎ mars 1857, p. 91 (lire en ligne)
- (en) The Weekly Phonetic Advocate, vol. 1-3, Cincinnati, E. et S. Longley, 1848-1853 (lire en ligne)
- (en) The Weekly Phonetic Advocate, vol. 2, Cincinnati, Longley and Brother, 1850 (lire en ligne)
- (en) The Phonetic Advocate, vol. 2, no 20, 15 mai 1850 (lire en ligne)
- (en) The Weekly Phonetic Advocate, vol. 3, no 1, 3 aout 1850 (lire en ligne)
- (en) Supplement to The Weekly Phonetic Advocate, vol. 1, Cincinnati, Longley and Brother, 1851 (lire en ligne)
- (en) Supplement to The Weekly Phonetic Advocate, vol. 3, Cincinnati, Longley and Brother, 1852-1853 (lire en ligne)
- (en) The Type of the Times, Cincinnati, Longley Brothers, 1854-1859 (lire en ligne)
- (en) American Phonetic Journal, vol. 1-2, Cincinnati, R. P. Prosser, 1855 (lire en ligne)
- (en) American Phonetic Journal, vol. 3-5, Cincinnati, R. P. Prosser, 1856-1858 (lire en ligne)
- (en) American Phonetic Journal, vol. 6, Cincinnati, R. P. Prosser, 1859 (lire en ligne)
- (en) The New Testament of Our Lord and Savior Jesus Christ According to the Authorized Version in Phonetic Spelling, Cincinnati, Longley Brothers, 1855 (lire en ligne) (archive.org)
- (en) The New Testament of Our Lord and Savior Jesus Christ According to the Authorized Version in Phonetic Spelling, Cincinnati, Elias Longley, 1864 (lire en ligne)
- (en) The Phonetic Educator, vol. 1, Cincinnati, Elias Longley, Phonetic Publishing Co., 1878-1879 (HathiTrust, Google Livres, Google Livres)
- (en) The Phonetic Educator, vol. 5, Cincinnati, Elias Longley, Phonetic Publishing Co., 1883-1884 (lire en ligne)
- (en) The Phonetic Educator, vol. 5, Cincinnati, Elias Longley, Phonetic Publishing Co., 1884-1885 (lire en ligne)
- (en) F. G. Adamz (F. G. Adams), Bɨografiz ov ƌɛ Prezidents ov ƌɛ Yᶙnɨted Stꞛts [Biographies of the Presidents of the United States], Cincinnati, Longley Brothers, Phonetic Publishers, 1856 (HathiTrust, LOC)
- (en) Charles Harley Cleaveland, Pronouncing Medical Lexicon : The Correct Pronunciation and Definition of Terms Used in Medicine and the Collateral Sciences; with Addenda, 1871 (iarchive:b29007732, iarchive:pronouncingmedi00cleagoog)
- (en) Tomas Hil (Thomas Hill), Ferst lesonz in Jɛomɛtri [First lessons in Geometry], Cincinnati, Longley, 1858 (lire en ligne)
- (en) Elias Longley, American Manual of Phonography being a complete exposition of phonetic shorthand, Cincinnati, Longley & Brother, Phonetic Publishers, 1853 (lire en ligne)
- (en) Elias Longley, American Manual of Phonography being a complete exposition of phonetic shorthand, Cincinnati, Longley & Brother, Phonetic Publishers, 1854 (Archive.org, LOC)
- (en) Elias Longley, American Manual of Phonography being a complete exposition of phonetic shorthand, Cincinnati, Longley & Brother, Phonetic Publishers, 1855 (HathiTrust, LOC)
- (en) The transition reader : A course of inductive Romanic reading lessons, for the use of phonetic readers, Cincinnati, 1855 (lire en ligne)
- (en) A. Longley, « Phonetics », Saint Louis Magazine, vol. 20, no 116,‎ aout 1880, p. 367-369 (lire en ligne)
- (en) A. Longley, « Phonetics », Saint Louis Magazine, vol. 20, no 118,‎ octobre 1880, p. 466 (lire en ligne)
- (en) Elias Longley, Pronouncing vocabulary of geographical & personal names, Cincinnati, Longley Brothers, 1857 (HathiTrust, LOC)
- (en) Elias Longley, Pronouncing vocabulary of geographical & personal names, Cincinnati, Longley Brothers, 1859 (lire en ligne)
- (en) Elias Longley, American manual of phonography being a complete guide to the acquisition of Pitman’s shorthand, Cincinnati, Longley & Co., 1859 (lire en ligne)
- (en) Elias Longley, American manual of phonography being a complete guide to the acquisition of Pitman’s shorthand, Cincinnati, Longley & Co., 1860 (lire en ligne)
- (en) Elias Longley, American manual of phonography being a complete guide to the acquisition of Pitman’s shorthand, Cincinnati, Longley & Co., 1865 (Archive.org, LOC)
- (en) Elias Longley, New American manual of phonography being a complete guide to the acquisition of Pitman’s shorthand, Cincinnati, Elias Longley, Phonetic Publisher, 1877 (lire en ligne)
- (en) Elias Longley, Eclectic manual of phonography, Cincinnati, Elias Longley, 1879 (iarchive:newamericanmanua00longiala, HathiTrust)
- (en) Elias Longley, Student's pocket medical lexicon : giving the correct pronunciation and definition of all words and terms in general use in medicine and the collateral sciences, Philadelphia, Lindsay & Blakiston, 1879 (lire en ligne)
- (en) Elias Longley, Student's pocket medical lexicon : giving the correct pronunciation and definition of all words and terms in general use in medicine and the collateral sciences, Philadelphia, Lindsay & Blakiston, 1881 (lire en ligne)
- (en) Elias Longley, Eclectic manual of phonography, Cincinnati, Elias Longley, 1880 (HathiTrust)
- (en) A. B. Pikard to Abraham Lincoln, Saturday, August 06, 1859 (Subscription list for Washington Patriot), Library of Congress, coll. « Abraham Lincoln papers: Series 1. General Correspondence. 1833-1916 », 6 aout 1859 (lire en ligne)
- (en) Benn Pitman, Second Phonetic Reader, Cincinnati, American Phonetic Publishing Association, 1857 (lire en ligne)
- (en) Benn Pitman, Second Phonetic Reader, Cincinnati, Benn Pitman, Phonographic Institute, and Elias Longley, 1860 (lire en ligne)
- (en) Alexander Pope, [An Essay on Man], Cincinatti, Longley & Brothers, 1851 (lire en ligne)
- (en) Daniel S. Smalley, The American phonetic dictionary of the English language, Cincinnati, Longley Brothers, 1855 (Archive.org, HathiTrust)
- (en) Wm. Kɷl Tɵlkut, Jen’ral Welfar Posibl, 1896 (lire en ligne)
- (en) Wm. White, The universal language, Cincinnati, R. P. Prosser, American Phonetic Journal office, 1854 (lire en ligne)

### Alphabet de Comstock
- (en) Andrew Comstock, A treatise on phonology, Philadelphie, E.H. Butler & Co., 1846 (HathiTrust, LOC)
- (en) Andrew Comstock, A treatise on phonology, Philadelphie, E.H. Butler & Co., 1855, 2e éd. (lire en ligne)
- (en) Andrew Comstock, Comstock’s Phonetic Magazine, vol. 1, Philadelphie, Andrew Comstock, 1846 (lire en ligne)
- (en) Andrew Comstock, Comstock’s Phonetic Magazine, vol. 2, Philadelphie, Andrew Comstock, 1847 (lire en ligne)
- (en) Andrew Comstock, Comstock’s Phonetic Reader, Philadelphie, 1853 (lire en ligne)
- (en) Andrew Comstock, A system of vocal gymnastics, a key to The Phoneticon, Philadelphie, 1855 (Archive.org)
- (en) Andrew Comstock, The Phonetic Speaker : Consisting of the Principles and Exercises in the Author’s System of Elocution with Additions; The Whole in the New Alphabet, Philadelphie, E. H. Butler & Co., 1847, 1re éd. (HathiTrust, Archive.org, LOC)
- (en) Andrew Comstock, The Phonetic Speaker : Consisting of the Principles and Exercises in the Author’s System of Elocution with Additions; The Whole in the New Alphabet, Philadelphie, E. H. Butler & Co., 1859, 3e éd. (Google Livres, Archive.org, LOC)
- (en) Andrew Comstock, The New Testament of Our Lord and Saviour Jesus Christ, translated out of the original Greek, and with the former translations diligently compared and revised in Comstock’s perfect alphabet, Philadelphie, Andrew Comstock, 1848 (lire en ligne)
- (zh-Hant) Yoshikawa Masayuki (吉川雅之), « 西文資料與粵語研究 [ = Examining Cantonese through Western materials ] », 中国語学 [ = Bulletin of the Chinese Linguistic Society of Japan ], no 266,‎ 2019, p. 11-29 (DOI 10.7131/chuugokugogaku.2019.266_11, lire en ligne)

### Autres
- (en) Fifth book in phonetic reading. A transition book, printed in duplicate, with the common spelling on one page, and phonetic spelling on the opposite page, for the use of children who have been taught to read by the phonetic alphabet, London et Bath, Isaac Pitman & Sons, 1888 (lire en ligne)
- (en) Ƌi Nꝡ Testament ov Ȣr  Lɵrd and Sɛvyur [The New Testament of Our Lord and Saviour], Isaac Pitman, 1846 (Archive.org, Archive.org, Googles Livres)
- (en) [The Evangelical echo], London, William Foster, 1847 (lire en ligne)
- (en) [The Sermon on the Mount and Two Parables of our Lord], London, Fred Pitman, 1848 (lire en ligne)
- (en) The Book of Psalms; from the authorized version, Londres, Fred Pitman, 1849 (HathiTrust, Google Livres)
- (en) The Book of Job; from the authorized version, Londres, Fred Pitman, 1849 (lire en ligne)
- (en) Graham’s Phonetic Quarterly, New York, Andrew J. Graham Publisher, 1857 (lire en ligne)
- (en) The Holy Bible containing the Old and New Testaments according to the authorized version, Londres, Fred Pitman, 1850, 1re éd. (lire en ligne)
- (en) The Holy Bible containing the Old and New Testaments according to the authorized version : New arrangement, Londres, Fred Pitman, 1850, 2e éd. (HathiTrust, Google Livres)
- (en) [The Holy Gospel according to Saint John], London, Fred Pitman, 1849 (lire en ligne)
- (en) Oɤtleinz ov Astronomi [Outlines of astronomy], Londres, Fred Pitman, 1855 (lire en ligne)
- (en) An Iŋglic gramar; printed fo̲netikali from ƌe “Fo̲netik Dju̲rnal” [An English grammar; printed phonetically from the Phonetic journal], Londres, Fred Pitman, 1856 (lire en ligne)
- (en) The American Report and the Ploughshare together with the Complete Phonographer, Washington D.C., Henry M. Parkhurst, 1848-1849 (lire en ligne)
- (en) « The Phonotypic Alphabet », The Canadian phonetic pioneer,‎ octobre 1858, p. 3 (lire en ligne)
- (en) Ƌɛ Fɷnetic Propɑgɑndist [The Phonetic Propagandist] (par Stephen Pearl Andrews), New York, 1850-1852
- (en) The Ploughshare and The American Reporter together with the Cosmopolitan, Washington D.C., Henry Parkhurst, 1852-1853 (lire en ligne)
- (en) The Ploughshare and The American Reporter together with the Cosmopolitan, Washington D.C., Henry Parkhurst, 1854-1871 (lire en ligne)
- (en) The Plowshare, New York, Henry M. Parkhurst, 1872-1877 (Google Livres, Google Livres)
- (en) The Plowshare, New York, Henry M. Parkhurst, 1878-1889 (lire en ligne)
- (en) The Speler, Bath, Isaac Pitman, 1895-1897 (lire en ligne)
- (en) The Stenophonographer : upon the basis of Pitman’s phonography, Henry M. Parkhurst, 1870 (lire en ligne)
- (en) « The English Spelling Reform », The Westminster review, vol. 51,‎ avril-juillet 1849, p. 63-92 (lire en ligne)
- (en) Maurice Harrison, « Sir Isaac Pitman’s work », dans Instant reading, 1964 (lire en ligne), p. 29-41
- (en) Maurice Harrison, « Nineteenth-century experiments with phonetic spelling », dans Instant reading, 1964 (lire en ligne), p. 42-50
- (en) C. B. A., « The phonetic system of writing and spelling », The Whittington Club Gazette, vol. 1, no 30,‎ 28 juillet 1849, p. 127-128 (lire en ligne)
- (en) American Academy of Arts and Sciences, A report upon phonotypy, Cambridge, 1847 (Googles Livres, HathiTrust)
- (en) Stephen Pearl Andrews et Augustus French Boyle, Furst bɯ̲k ov Andrɯz & Bo᷎lz sɩrɩz ov fɷnɷtipic rɩ̇durz [First book of Andrews and Boyle’s series of phonotypic readers] : for the use of schools and families, Boston, Andrews & Boyle, 1846 (lire en ligne)
- (en) Stephen Pearl Andrews et Augustus French Boyle, Primary phonotypic reader : for the use of schools and families, Boston, Gould, Kendall & Lincoln, 1847 (lire en ligne)
- (en) William E. A. Axon, The future of the English language : an argument for a spelling reform, London et Bath, F. Pitman et Isaac Pitman, 1874 (lire en ligne)
- (en) Francis Barham et Isaac Pitman, A Rhymed Harmony of the Gospels, London et Bath, Fred Pitman et Isaac Pitman, 1870 (lire en ligne) (hathitrust.org)
- (en) Robert Bond, The Phonetic Reader, Londres, Fred Pitman, 1849 (lire en ligne)
- (en) Hugh Longbourne Callendar, A system of phonetic spelling, adapted to English, Londres, C.J. Clay and Sons, 1889 (lire en ligne)
- (en) C. B. Cayley, « General Phonetic Alphabet : Scheme for the extension of the Phonetic Alphabet to foreign languages », The Phonetic Journal,‎ 30 octobre 1858, p. 372-37↊ (HathiTrust)
- (en) C. B. Cayley, « Notes on the General Phonetic Alphabet », The Phonetic Journal,‎ 12 février 1859, p. 75 (HathiTrust)
- (en) Charles Cayley, « Notes on the General Phonetic Alphabet », The Phonetic Journal,‎ 2 avril 1859, p. 158-159 (HathiTrust)
- Ebenezer Clifton, Manuel de prononciation anglaise, Paris, Firmin Didot Frères, 1846 (lire en ligne)
- (es) Mariano Cubí i Soler, Nuevo sistema, Bath, Isaac Pitman, 1851 (HathiTrust, Google Livres)
- (en) Jacobus de Cessolis, The Game of the Chesse : A Moral Treatise on the Duties of Life, Londres, F. Pitman, 1857 (Google Livres, Google Livres)
- (en) Alexander John Ellis, Phonetics : a familiar exposition of the principles of that science, Bath et London, Isaac Pitman et S. Bagster and Sons, 1844 (lire en ligne)
- (en) Alexander John Ellis, A plea for phonotypy and phonography, Bath et London, Isaac Pitman et S. Bagster and Sons, 1845 (archive.org, HathiTrust)
- (en) Alexander John Ellis, [The Primer or, First phonotypic book for young children], London, Isaac Pitman, 1846 (lire en ligne)
- (en) Alexander John Ellis, A plea for phonetic spelling, Londres, Fred Pitman, 1848, 2e éd. (lire en ligne)
- (en) Alexander John Ellis, [Charlie’s house, a tale for young children], Londres, Fred Pitman, 1848 (Archive.org, Googles Livres, Googles Livres)
- (en) Alexander John Ellis, [The child’s phonetic primer], Londres, Fred Pitman, 1848 (Archive.org, Google Livres)
- (en) Alexander John Ellis, The essentials of phonetics, Londres, Fred Pitman, 1848 (lire en ligne)
- (en) Alexander John Ellis, The ethnical alphabet or Alphabet of nations, Londres, Fred Pitman, 1848 (lire en ligne)
- (en) Alexander John Ellis, [Bible Histories, from the books of Moses], London, Fred Pitman, 1849 (lire en ligne)
- (en) Alexander John Ellis, [First ideas of religion, in conversations between a mother and her child], London, Fred Pitman, 1849 (lire en ligne)
- (en) Alexander John Ellis, [Macbeth by William Shakespeare], London, Fred Pitman, 1849 (lire en ligne)
- (en) Alexander John Ellis, [Original nursery rhymes], London, Fred Pitman, 1849 (lire en ligne)
- (en) Alexander John Ellis, [Romanic exercises for phonetic pupils; consisting of passages from the New Testament, in both romanic and phonetic spelling], Londres, Fred Pitman, 1849 (lire en ligne)
- (en) Alexander John Ellis, [Romanic reading explained to phonetic readers], Londres, Fred Pitman, 1849 (lire en ligne)
- (en) Alexander John Ellis, The forwarder, or, second reading book, Londres, Fred Pitman, 1849 (lire en ligne)
- (en) Alexander John Ellis, [The Phonetic Primer; or First reading book], London, Fred Pitman, 1849, 3e éd. (lire en ligne)
- (en) Alexander John Ellis, The teachers’ guide to phonetic reading, Londres, Fred Pitman, 1849 (lire en ligne)
- (en) Alexander John Ellis, « Notes on the General Phonetic Alphabet », The Phonetic Journal,‎ 5 février 1859, p. 65-66 (HathiTrust)
- (en) Hugh Goldie, Dictionary of the Efïk language : in two parts. I.- Efïk and English. II.- English and Efïk, Glasgow, Dunn & Wright, 1874 (lire en ligne)
- (en) Oliver Goldsmith, The vicar of Wakefiled, Londres, Isaac Pitman, 1848 (lire en ligne)
- (de) Karl Graeser, The Spelling Reform : Die Reform der englischen Orthographie auf Grund des Pitman und Ellis erfundenen phonetischen Alphabets, Leipzig, A. M. Colditz, 1852 (lire en ligne)
- (en) Andrew Jackson Graham, The Hand-book of standard or American phonography, in five parts, New York, Phonetic Depot, 1858 (Google Livres, Archive.org)
- (en) Andrew Jackson Graham, The Hand-book of standard or American phonography, in five parts, New York, Phonetic Depot, 1886 (lire en ligne)
- (en) William H. Holcombe, The other life, Londres, Isaac Pitman, 1871 (lire en ligne)
- (en) J. Knowles, « The phonetic alphabet and vernacular education », The Calcutta Review, vol. 79, no 157,‎ juillet 1884, p. 184-207 (Google Livres, Archive.org)
- (en) J. Knowles, « The Phonetic Alphabet ; or, reading made easy », The Orientalist, vol. 1, no 11,‎ novembre 1884, p. 243-248 (lire en ligne)
- (en) J. Knowles et L. Garthwaite, Oriental Braille: One alphabet for the blind for all oriental languages, The British and Foreign Bible Society, 1902 (lire en ligne), p. 59
- (en) R. G. Latham, A defence of phonetic spelling, Londres, Fred Pitman, 1872 (lire en ligne)
- (en) Wallbridge Lum, « [Propositions for a Phonetic System of Writing and Printing] », [The Phonographer],‎ novembre 1851 (lire en ligne)
- (en) John Milton, Paradise Lost, Londres, Isaac Pitman, 1846 (lire en ligne)
- (en) John M. Mott, Spelling reform, its purpose and progress, Chicago, Schnable & Harnish, Printers, 1895 (lire en ligne)
- (en) [First book in phonetic reading], London, Fred Pitman, 1851 (Archive.org)
- (en) Isaac Pitman, [The Reporting Magazine], vol. 2, mai-aout 1864 (lire en ligne)
- (en) Isaac Pitman, [The Reporting Magazine], vol. 3, aout-novembre 1864 (lire en ligne)
- (en) Isaac Pitman, Trial of William Roger in the High Court of Justiciary, Edinburgh, on the charge of falsehood, fraud, and wilful imposition with an appendix, London et Bath, Fred Pitman et Isaac Pitman, 1868 (lire en ligne)
- (en) Isaac Pitman, A Memorial of Francis Barham, London et Bath, Fred Pitman et Isaac Pitman, 1873 (lire en ligne)
- (en) Isaac Pitman, A plea for spelling reform : a series of tracts comp. from the Phonetic journal and other periodicals, recommending an enlarged alphabet and a reformed spelling of the English language, London et Bath, Isaac Pitman, Phonetic Institute, 1877 (archive.org, HathiTrust)
- (en) Isaac Pitman, A plea for spelling reform : a series of tracts comp. from the Phonetic journal and other periodicals, recommending an enlarged alphabet and a reformed spelling of the English language, London et Bath, Isaac Pitman, Phonetic Institute, 1878 (HathiTrust)
- Léon Potonié, Alfabet fonétique, pour écrire les langues suivant leur prononciation pure, Paris, Franck, 1854 (lire en ligne)
- (en) William Shakespeare, [The Tempest], London, Fred Pitman, 1849 (lire en ligne)
- (en) Johann Christian Thielisch, Scripture Texts : Systematically arranged, and printed phonetically, Londres, F. Pitman, 1849 (lire en ligne)
- (en + fr) J. Tibbins, Dictionary of the English and French languages, Firmin Didot Brothers, Sons and Co., 1856 (lire en ligne)
- (es) Mariano Velazquez de la Cadena, Diccionario de la pronunciacion de las linguas española é inglesa, New York, D. Appleton, 1862 (lire en ligne)
- (en) Isaac Watts, [Divine and Moral Songs], London, A.J. Ellis & Fred Pitman, 1849 (lire en ligne)